# Hydrovatus sanfilippoi
Hydrovatus sanfilippoi är en skalbaggsart som beskrevs av Bilardo och Rocchi 1990. Hydrovatus sanfilippoi ingår i släktet Hydrovatus och familjen dykare. Inga underarter finns listade i Catalogue of Life.